# Catasticta semiramis
Catasticta semiramis är en fjärilsart som först beskrevs av Lucas 1852.  Catasticta semiramis ingår i släktet Catasticta och familjen vitfjärilar. Inga underarter finns listade i Catalogue of Life.